# Městský labyrint Frýdek-Místek
Městský labyrint Frýdek-Místek je na dlažbě vytvořený labyrint/bludiště v sadech Bedřicha Smetany v části Místek města Frýdek-Místek v okrese Frýdek-Místek. Nachází se také na levém břehu řeky Ostravice v Moravskoslezském kraji v nížině Ostravská pánev a na Moravě.

## Historie a popis díla
Městský labyrint Frýdek-Místek vytvořil v roce 2015 Petr Litvák. Labyrint má tvar kruhu o průměru 11,12 m a je namalován na dlažbě před altánem v sadech Bedřicha Smetany. Délka cest v labyrintu je 350 m. Dílo je replikou slavného labyrintu na podlaze francouzské Katedrály Notre-Dame v Chartres a je největší svého druhu v České městské zástavbě.

## Další informace
Místo je celoročně volně přístupné.

## Galerie

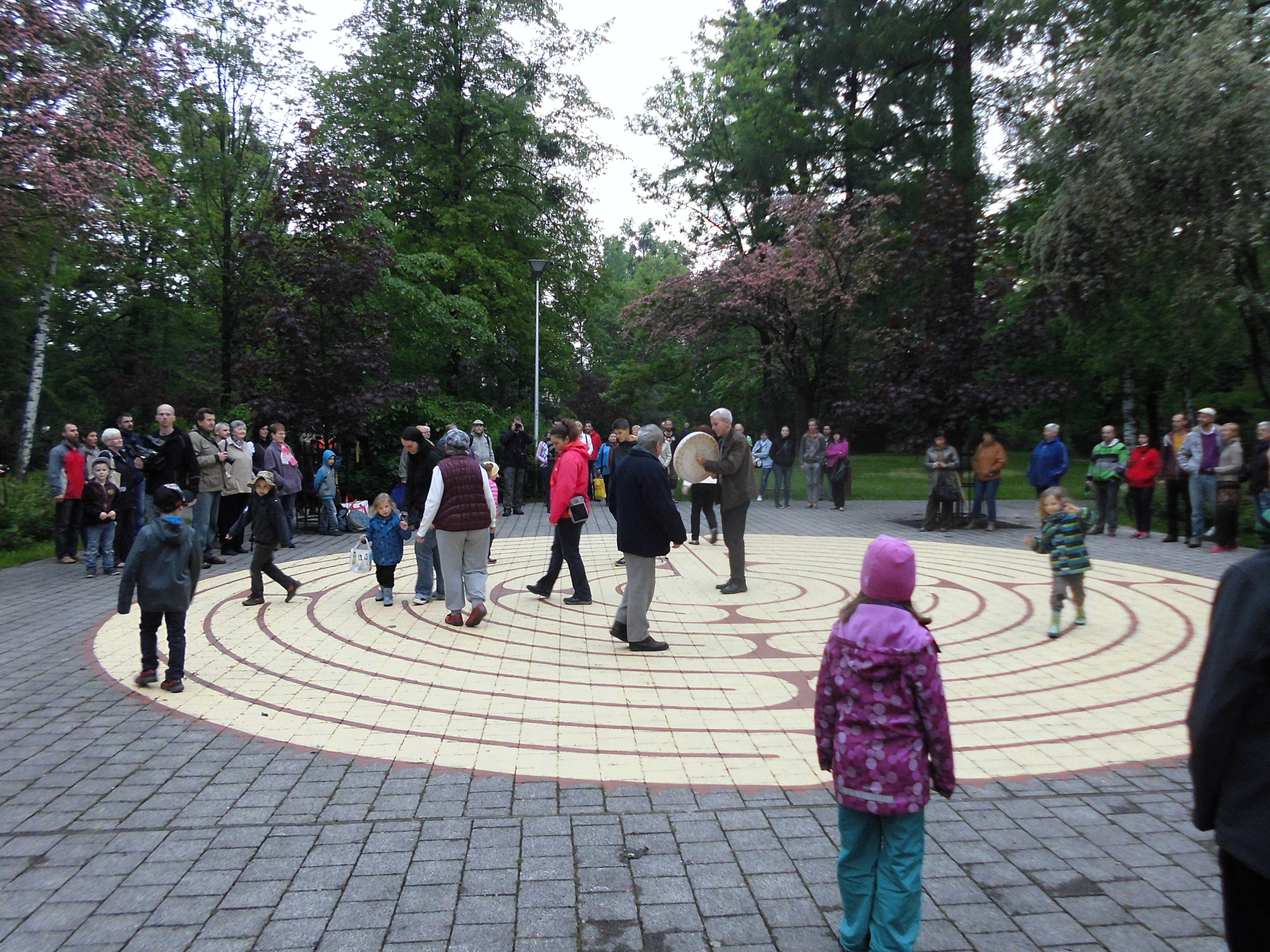
Slavnostní otevření labyrintu (květen 2015)
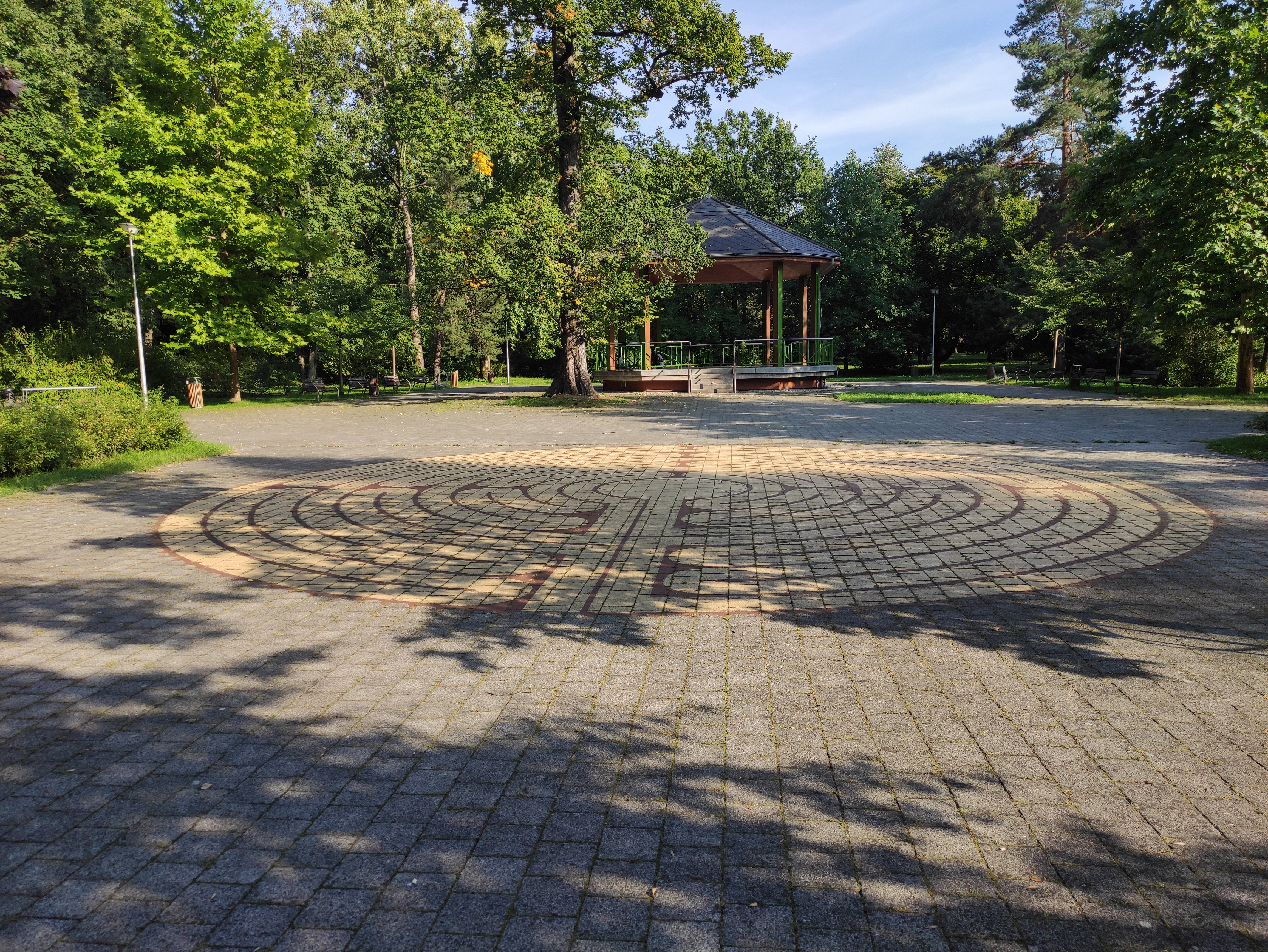
Září 2023